# Orgyia confinis
Orgyia confinis är en fjärilsart som beskrevs av Grum-grshimailo 1891. Orgyia confinis ingår i släktet fjädertofsspinnare, och familjen tofsspinnare. Inga underarter finns listade i Catalogue of Life.